# Juri Jakowlewitsch Zapenko
Juri Jakowlewitsch Zapenko (russisch Юрий Яковлевич Цапенко; * 25. Juli 1938 in Almaty, Kasachische SSR; † 22. Juli 2012 ebenda) war ein sowjetischer Turner.

## Erfolge
Juri Zapenko gehörte zum sowjetischen Kader bei den Olympischen Spielen 1964 in Tokio. Im Einzelmehrkampf platzierte er sich mit 114,40 Punkten gemeinsam mit dem Japaner Takashi Ono auf Rang elf. Er verpasste dabei an vier Geräten die Qualifikation für das Finale: An den Ringen und am Barren belegte er Rang 14, am Reck wurde er 17. und erreichte im Pferdsprung Platz 24. Am Boden und am Pauschenpferd zog er dagegen in die Endrunde ein. Dabei kam er am Boden unter allen sechs Finalisten nicht über 18,850 Punkte hinaus und beendete den Wettkampf somit als Finalletzter auf Rang sechs. Erfolgreicher verlief für Zapenko das Finale am Pauschenpferd, in dem er mit 19,200 Punkten das drittbeste Resultat erzielte. Damit erhielt er hinter Miroslav Cerar aus Jugoslawien, der Olympiasieger wurde, und dem zweitplatzierten Japaner Shūji Tsurumi die Bronzemedaille. Auch im Mannschaftsmehrkampf gewann Zapenko eine Medaille. Die sowjetische Turnriege bestehend aus Zapenko, Sergei Diomidow, Wiktor Leontjew, Wiktor Lissizki, Boris Schachlin und Juri Titow sicherte sich mit 575,45 Punkten hinter Japan mit 577,95 Punkten und vor der deutschen Mannschaft, die auf 565,10 Punkte kam, die Silbermedaille.